# Feylinia polylepis
Feylinia polylepis är en ödleart som beskrevs av Bocage 1887. Feylinia polylepis ingår i släktet Feylinia och familjen skinkar. Inga underarter finns listade i Catalogue of Life.
Arten förekommer på ön Príncipe i São Tomé och Príncipe väster om Afrika. Honor lägger inga ägg utan föder levande ungar. Exemplaren vistas i låglandet och i bergstrakter upp till 900 meter över havet. De lever i fuktiga skogar, ofta nära vattendrag. Feylinia polylepis gräver underjordiska bon.
För beståndet är inga hot kända. Hela populationen anses vara stabil. IUCN listar arten som livskraftig (LC).